# Pignolo (macarrón)
Pignolo (en plural pignoli) es un macaroon típico de Sicilia, Italia. Es una galleta muy popular en Mezzogiorno, y en las comunidades de Sicilia en los Estados Unidos. También es típico de Cataluña (España), donde es una de las galletas más relacionadas con los panellets, presentados en el Día de Todos los Santos.
La galleta es de un ligero color dorado y adornado con nueces de piñón. Hecho con pasta de almendras, por debajo de los piñones la galleta es húmeda, suave y masticable. A menudo se forma en una forma de media luna; de lo contrario es redonda. Esta galleta es un convite popular en los días festivos de Italia, especialmente en Navidad.
Siendo esencialmente un macaroon de almendra, esta galleta pertenece a un tipo conocido como "amaretto".